# Lista krajów największych producentów borówki wysokiej
Listy krajów według wielkości produkcji borówki wysokiej

## Najwięksi producenci w 2014 roku
Na podstawie danych FAO opublikowane 17 maja 2017 roku:
| Miejsce | Kraj/Region        | Produkcja borówki wysokiej [tony] |
| ------- | ------------------ | --------------------------------- |
|         | Produkcja światowa | 525 620                           |
| 1       | Stany Zjednoczone  | 262 539                           |
| 2       | Kanada             | 182 275                           |
| 3       | Meksyk             | 18 031                            |
| 4       | Polska             | 12 469                            |
| 5       | Niemcy             | 12 077                            |
| 6       | Francja            | 9200                              |
| 7       | Holandia           | 6400                              |
| 8       | Hiszpania          | 5000                              |
| 9       | Nowa Zelandia      | 3000                              |
| 10      | Szwecja            | 2576                              |
| 11      | Rosja              | 2500                              |
| 12      | Peru               | 2000                              |
| 13      | Rumunia            | 1968                              |
| 14      | Włochy             | 1667                              |
| 15      | Łotwa              | 1000                              |
| 16      | Ukraina            | 700                               |
| 17      | Litwa              | 600                               |
| 18      | Uzbekistan         | 600                               |
| 19      | Szwajcaria         | 458                               |
| 20      | Portugalia         | 267                               |

## Najwięksi producenci w 2011 roku
Według danych Instytutu Ekonomiki Rolnictwa i Gospodarki Żywnościowej za 2011 rok w USA wyprodukowano 197 tys. ton tych owoców, w Kanadzie 112 tys. t, a w Polsce 8,6 tys. t.

## Najwięksi producenci w 2009 roku
Na podstawie danych FAO opublikowane 17 maja 2011 roku:
| Miejsce | Kraj/Region        | Produkcja borówki wysokiej (ton) |
| ------- | ------------------ | -------------------------------- |
|         | Produkcja światowa | 311 959                          |
| 1       | Stany Zjednoczone  | 165 198                          |
| 2       | Kanada             | 103 070                          |
| 3       | Polska             | 11 023                           |
| 4       | Niemcy             | 9 940                            |
| 5       | Holandia           | 5 389                            |
| 6       | Nowa Zelandia      | 2 700                            |
| 7       | Szwecja            | 2 576                            |
| 8       | Rumunia            | 2 353                            |
| 9       | Litwa              | 1 764                            |
| 10      | Rosja              | 1 700                            |
| 11      | Włochy             | 1 509                            |
| 12      | Ukraina            | 1 000                            |
| 13      | Hiszpania          | 904                              |
| 14      | Łotwa              | 807                              |
| 15      | Francja            | 794                              |
| 16      | Uzbekistan         | 700                              |
| 17      | Portugalia         | 250                              |
| 18      | Meksyk             | 121                              |
| 19      | Maroko             | 60                               |
| 20      | Norwegia           | 51                               |